# Orde de Sant Jaume per a la Fe i la Pau
|  | Per a altres significats, vegeu «Orde de Sant Jaume (desambiguació)». |

L'Orde de Sant Jaume per a la Fe i la Pau o Orde de l'Espasa fou un orde militar fundat poc abans de 1231 a Gascunya i dissolta en 1273, amb l'objectiu de mantenir la pau als territoris de l'arquebisbat d'Aush.

## Història
L'orde es troba esmentat per primer cop a una carta del papa Gregori IX de 1231 que diu: magistro Militiae Ordinis Sancti Jacobi ejusque fratribus tam presentibus quam futuris ad defensionem fidei et pacis in Guasconia constitutis ("el mestre de l'Orde Militar de Sant Jaume i els seus germans presents i futurs constituïts per a la defensa de la fe i la pau a Gascunya"). Fou fundat per l'arquebisbe d'Aush Amanieu I, entre 1226 i 1231. Gregori IX havia escrit a Amanieu en 1227 exhortant-lo a restablir la pau, i podria ser que ho fes mitjançant la fundació d'un orde militar que tenia l'objectiu de mantenir la pau a l'Auxitana provincia (província d'Aush) després de les guerres de religió contra els albigesos. El seu primer protector fou Gastó VII de Montcada i de Bearn, vescomte de Bearn.
Amanieu i alguns membres de l'orde viatjaren a Roma en 1231 i reberen la confirmació del papa, que posà l'orde sota una regla similar a la de l'Orde de Sant Jaume. L'orde tenia propietats a l'oest de Tolosa de Llenguadoc, a les diòcesis d'Aush, Baiona, Comenge i Lescar. L'orde estava sota la jurisdicció de l'arquebisbe d'Aush, que havia de confirmar el mestre elegit pels frares de l'orde, i aquest havia de jurar fidelitat a l'arquebisbe.
L'orde, com el de Sant Jaume, tenia membres eclesiàstics, laics (els cavallers) i dones. Va tenir, però, problemes per subsistir. Ja en 1262 el mestre intentà integrar-se a l'abadia cistercenca de Feuillant. En 1267 Climent IV deposà el mestre per negligència i mala voluntat; l'arquebisbe Amanieu II d'Aush intentà salvar l'orde en 1268 comprant per a ells l'hospital de Pont d'Artigues a l'Orde de Sant Jaume, i nomenant el seu nebot com a mestre. L'orde fou dissolt per Gregori X en 1273; les seves possessions passaren a l'Orde de Sant Jaume i a l'església d'Aush.
A la vida medieval del trobador Peire Guilhem de Tolosa es diu que havia entrat a l'Ordre de la Spaza, l'Orde de l'Espasa, altra denominació de l'orde.